# Серая узкоклювая ванга
Серая узкоклювая ванга, или ванга Поллена (лат. Xenopirostris polleni) — вид птиц из семейства ванговых. Герман Шлегель назвал эту птицу в честь голландского натуралиста Франсуа Поллена (1842—1886).

## Распространение
Эндемик Мадагаскара (его восточной части). Естественной средой обитания Xenopirostris polleni являются субтропические или тропические влажные равнинные леса, а также субтропические или тропические влажные горные леса.

## Описание
Длина тела 24 см, вес 61,5—65 г. У самцов голова и горло чёрные, боковые поверхности шеи белые.

## Биология
Питаются беспозвоночными, включая жуков, тараканов, других насекомых и их личинок, червей.
МСОП присвоил виду охранный статус NT.

## Ссылка
- https://www.hbw.com/species/pollens-vanga-xenopirostris-polleni